# 奥斯曼帝国苏丹列表

奥斯曼帝国苏丹旗(1802-1922)

奥斯曼帝国苏丹（1299 - 1683）

奥斯曼帝国苏丹（1683）

这是一个历代苏丹的列表，其中从塞利姆一世开始的苏丹还拥有伊斯兰教哈里发的称号。
奥斯曼王朝的诸位苏丹在1299年至1922年的六百多年时间里统治着一个庞大的帝国。在奥斯曼帝国鼎盛时期，地跨亚、非、欧三大洲，苏丹统治着北自匈牙利、南至索马里、西起阿尔及利亚、东到伊拉克的广袤土地。帝国首都最初在安纳托利亚的布尔萨，1366年迁都巴尔干的埃迪尔内，1453年占领拜占庭帝国首都君士坦丁堡后迁都于此，一直到帝国灭亡。由于史实和传说难以区分，帝国的早期历史众说纷纭，但现代大多数学者都同意如下观点：奥斯曼帝国在约1299年时建立，它的第一位统治者是乌古思突厥人卡耶部落的首领（汗）奥斯曼一世。奥斯曼一世建立的以他的名字命名的王朝和帝国延续了六个多世纪，共有36位苏丹执掌政权。第一次世界大战期间，奥斯曼帝国加入了同盟国，结果战败，帝国随即土崩瓦解。战胜的协约国对奥斯曼帝国的瓜分和随即爆发的土耳其独立战争导致了现代土耳其共和国的诞生。

## 鄂圖曼帝国国家机关
鄂圖曼帝國在其存在的大部分时间里都是一个君主专制帝国。苏丹处于帝国统治阶级的顶点，以各种不同的头衔在政治、军事、司法、社会和宗教等诸多作用发挥领袖角色[a]。苏丹理论上只对真主和真主的法律即沙里亚法负责，他同时也是最高执法者。苏丹的天命反映在一系列伊斯兰教头衔上，如：“真主在大地上的影子”、“大地上的哈里发”等。所有的统治机构都体现出苏丹的权威，每条法律都是由苏丹以诏令的形式发布的。苏丹是最高军事统帅，而且在帝国所有土地上都享有这一头衔带来的权威。1453年法蒂赫苏丹穆罕默德二世占领君士坦丁堡后，苏丹们开始宣称自己是古罗马帝国的合法继承人，他们偶尔会使用凯撒和皇帝的头衔。1517年亚武兹苏丹塞利姆一世征服埃及后，原马木留克王朝拥戴的阿拔斯王朝傀儡哈里发穆塔瓦基勒三世将哈里发头衔让给苏丹及其后裔，从此苏丹成为伊斯兰世界的领袖[b]。新即位的苏丹们都要佩戴奥斯曼之剑，这是与欧洲君主加冕同样的重要典礼。如有苏丹不佩戴奥斯曼之剑，他的子嗣是无法继承皇位的。
尽管在理论和原则上，苏丹是帝国世俗和神权的最高首脑，但实际上他的权力是受到制约的。苏丹在做重大的政治决定前需要考虑包括文臣、武将和宗教领袖在内的帝国统治集团的意见和态度。17世纪以降，帝国进入了一个很长的停滞时期，苏丹们大权旁落，很多苏丹被掌权的禁卫军所废黜。虽然不能继承皇位，但帝国后宫的妇女们——尤其是苏丹的母亲，即苏丹皇太后——在帝国的政治生活中扮演了重要的幕后角色，她们在苏丹年幼时是帝国的实际统治者，这一时期被称作妇女当政时期。
苏丹权力的消长也体现于在位时间的短长：16世纪帝国极盛时期的苏丹苏莱曼大帝在位46年，是在位时间最长的苏丹；19世纪后期帝国衰败时期的苏丹穆拉德五世是在位时间最短的苏丹，他在位93天便被废黜。穆拉德五世的继承者阿卜杜勒-哈米德二世在位期间建立了君主立宪制，因此阿卜杜勒-哈米德二世成为帝国最后一位专制君主和第一位立宪君主。土耳其共和国成立后，苏丹制和哈里发制相继被废除，鄂圖曼皇室成员流亡海外，定居于法国巴黎的苏丹阿卜杜勒-邁吉德一世之曾孙巴耶塞特·鄂圖曼皇子是现任皇室首领和苏丹位及哈里发位的觊觎者，称（奥斯曼）巴耶塞特三世。

## 苏丹列表
以下的表格以时间顺序列出所有的奥斯曼帝国苏丹，最后附带列出最后一位奥斯曼王朝哈里发阿卜杜勒-迈吉德二世。“苏丹”一栏依次列出苏丹名称的中文译名、奥斯曼土耳其文名和现代土耳其文名，有些苏丹还有绰号，也用小字号一并列出。花押又称图格拉（Tuğra），是苏丹们手写的图章或签名，它们被印在所有的公文和硬币上，是比苏丹本人肖像更重要的确认标志。“备注”一栏列出了每位苏丹的双亲和最终命运，除病故以外非正常死亡或任期非正常结束的苏丹以粗体标明其死因或任期结束原因。在帝国的早期，一位苏丹驾崩之后、其继任者继位之前往往有一段空位时期，这是因为当时帝国的皇位继承制度像史学家描述的那样，是“适者生存，而不是长子继承”：当一位苏丹驾崩后，他的儿子们不得不为了皇位兄弟相残，最终胜利者方能继任苏丹，并可任意处决兄弟。因为儿子们的内讧和兄弟相残的发生，苏丹驾崩和其继任者继位经常不在同一天。
1603年穆罕默德三世驾崩后，只有两个儿子13岁的艾哈迈德一世和12岁的穆斯塔法。如仍按先例处决穆斯塔法，则一旦艾哈迈德无后而亡皇室就将绝嗣，加上艾哈迈德对弟弟的喜爱，穆斯塔法仅被囚禁而免于一死，新苏丹杀光兄弟的先例被打破(改為將有可能繼位的男性後代關給後宮等待即位)。
1617年艾哈迈德一世死后，帝国的皇位继承法由适者生存改为以长男继承制（ekberiyet）为基础的继承体系，自此以后皇位由皇室中最年长的男性成员继承，这就可以解释为什么从17世纪开始已故苏丹的皇位鲜由其儿子继承，而多数情况下由其叔父或者兄弟继承了。尽管19世纪曾有以长子继承制代之的不成功的尝试，但长男继承制一直保持到苏丹制覆灭。
被废、遇刺等粗体字 → 苏丹非正常死亡或其任期非正常结束。
| 顺序                                    | 苏丹                                     | 肖像                       | 统治开始       | 统治结束          | 花押                      | 备注 |
| --------------------------------------- | ---------------------------------------- | -------------------------- | -------------- | ----------------- | ------------------------- | --- |
| 1                                       | 奥斯曼一世                               | 奥斯曼一世的肖像           | 约1299年       | 1323年/1324年     | — [c]                     | - 埃尔图鲁尔加齐之子； - 统治直到逝世。 |
| 2                                       | 奥尔汗一世                               | 奥尔汗一世的肖像           | 1323年/1324年  | 1362年3月         | 奥尔汗一世的花押          | - 奥斯曼一世与玛尔可敦之子； - 统治直到逝世。 |
| 3                                       | 穆拉德一世 许达文迪加尔（皇帝）          | 穆拉德一世的肖像           | 1362年3月      | 1389年6月14日     | 穆拉德一世的花押          | - 奥尔汗一世与妮吕费尔可敦之子(她是希腊人)； - 统治直到逝世； - 在科索沃战役中战死沙场。                                                                                                |
| 4                                       | 巴耶济德一世 耶尔德勒姆（雷霆）          | 巴耶济德一世的肖像         | 1389年6月16日  | 1402年7月20日     | 巴耶济德一世的花押        | - 穆拉德一世与居尔奇切克可敦之子； - 安哥拉战役中被帖木兒俘虜（统治实际结束）； - 1403年3月8日死于阿克谢希尔囚中。                                                                      |
| 奥斯曼帝国大空位时期 （1402年－1413年） |                                          |                            |                |                   |                           | |
| 5                                       | 穆罕默德一世 切莱比（绅士）              | 穆罕默德一世的肖像         | 1413年7月5日   | 1421年5月26日     | 穆罕默德一世的花押        | - 巴耶济德一世与傑夫列特可敦之子； - 统治直到逝世。 |
| 6                                       | 穆拉德二世                               | 穆拉德二世的肖像           | 1421年5月26日  | 1444年8月         | 穆拉德二世的花押          | - 穆罕默德一世与埃米内可敦之子； - 禅位于其子穆罕默德二世。 |
| 7                                       | 穆罕默德二世 法蒂赫（征服者）            | 穆罕默德二世的肖像         | 1444年8月      | 1446年9月         | 穆罕默德二世的花押        | - 穆拉德二世与许玛可敦之子； - 因其父穆拉德二世复位而退位。 |
| —                                       | 穆拉德二世                               | 穆拉德二世的肖像           | 1446年9月      | 1451年2月3日      | 穆拉德二世的花押          | - 第二次统治； - 在禁卫军暴乱中被迫复位。 - 统治直到逝世。 |
| —                                       | 穆罕默德二世 法蒂赫（征服者）            | 穆罕默德二世的肖像         | 1451年2月3日   | 1481年5月3日      | 穆罕默德二世的花押        | - 第二次统治； - 1453年占领君士坦丁堡； - 统治直到逝世。 |
| 8                                       | 巴耶济德二世                             | 巴耶济德二世的肖像         | 1481年5月22日  | 1512年4月24日     | 巴耶济德二世的花押        | - 穆罕默德二世与西蒂·米克丽梅可敦之子； - 退位； - 1512年5月26日在季季莫蒂霍附近逝世。                                                                                                  |
| 9                                       | 塞利姆一世 亚武兹（剛毅者）              | 塞利姆一世的肖像           | 1512年4月24日  | 1520年9月21日     | 塞利姆一世的花押          | - 巴耶济德二世与古爾巴哈可敦之子； - 统治直到逝世。 |
| 10                                      | 苏莱曼一世 卡努尼（立法者）、大帝        | 苏莱曼一世的肖像           | 1520年9月30日  | 1566年9月6/7日    | 苏莱曼一世的花押          | - 塞利姆一世与艾谢·哈芙莎苏丹之子； - 统治直到逝世。 |
| 11                                      | 塞利姆二世                               | 塞利姆二世的肖像           | 1566年9月7日   | 1574年12月15日    | 塞利姆二世的花押          | - 苏莱曼一世与许蕾姆苏丹之子； - 统治直到逝世， |
| 12                                      | 穆拉德三世                               | 穆拉德三世的肖像           | 1574年12月22日 | 1595年1月16日     | 穆拉德三世的花押          | - 塞利姆二世与努尔巴努苏丹之子； - 统治直到逝世。 |
| 13                                      | 穆罕默德三世                             | 美荷梅特三世的肖像         | 1595年1月27日  | 1603年12月20/21日 | 穆罕默德三世的花押        | - 穆拉德三世与萨菲耶苏丹之子； - 统治直到逝世； - 遇刺身亡。 |
| 14                                      | 艾哈迈德一世                             | 艾哈迈德一世的肖像         | 1603年12月21日 | 1617年11月22日    | 艾哈迈德一世的花押        | - 穆罕默德三世与汉丹苏丹之子； - 统治直到逝世。 |
| 15                                      | 穆斯塔法一世                             | 穆斯塔法一世的肖像         | 1617年11月22日 | 1618年2月26日     | 穆斯塔法一世的花押        | - 穆罕默德三世与一位不知名的妇女之子； - 在拥戴其侄奥斯曼二世的政变中被废黜。 |
| 16                                      | 奥斯曼二世 根奇（年轻的）                | 奥斯曼二世的肖像           | 1618年2月26日  | 1622年5月19日     | 奥斯曼二世的花押          | - 艾哈迈德一世与玛赫菲鲁兹·哈蒂杰苏丹之子； - 统治直到逝世； - 在禁卫军发动的政变中遇刺身亡。                                                                                           |
| —                                       | 穆斯塔法一世                             | 穆斯塔法一世的肖像         | 1622年5月20日  | 1623年9月10日     | 穆斯塔法一世的花押        | - 第二次统治； - 其侄奥斯曼二世遇刺身亡后复位； - 再次被废黜，并遭囚禁， 1639年1月20日死于伊斯坦布尔囚中。                                                                              |
| 17                                      | 穆拉德四世                               | 穆拉德四世的肖像           | 1623年9月10日  | 1640年2月8/9日    | 穆拉德四世的花押          | - 艾哈迈德一世与柯塞姆苏丹之子； - 统治直到逝世。 |
| 18                                      | 易卜拉欣一世                             | 易卜拉欣一世的肖像         | 1640年2月9日   | 1648年8月8日      | 易卜拉欣一世的花押        | - 艾哈迈德一世与柯塞姆苏丹之子； - 在大穆夫提领导的政变中被废黜； - 1648年8月18日在伊斯坦布尔遇刺身亡。                                                                                 |
| 19                                      | 穆罕默德四世                             | 穆罕默德四世的肖像         | 1648年8月8日   | 1687年11月8日     | 穆罕默德四世的花押        | - 易卜拉欣一世与图尔汗·哈蒂杰苏丹之子； - 莫哈奇战役奥斯曼帝国战败后被废黜； - 1693年1月6日在埃迪尔内逝世。                                                                             |
| 20                                      | 苏莱曼二世                               | 苏莱曼二世的肖像           | 1687年11月8日  | 1691年6月22日     | 苏莱曼二世的花押          | - 易卜拉欣一世与莎莉哈·迪尔拉舒布苏丹之子； - 统治直到逝世。 |
| 21                                      | 艾哈迈德二世                             | 艾哈迈德二世的肖像         | 1691年6月22日  | 1695年2月6日      | 艾哈迈德二世的花押        | - 易卜拉欣一世与哈蒂杰·穆阿泽兹苏丹之子； - 统治直到逝世。 |
| 22                                      | 穆斯塔法二世                             | 穆斯塔法二世的肖像         | 1695年2月6日   | 1703年8月22日     | 穆斯塔法二世的花押        | - 穆罕默德四世与埃梅图拉·拉比娅·居尔努什苏丹之子； - 在禁卫军暴乱中被废黜； - 1704年1月8日死于伊斯坦布尔。                                                                              |
| 23                                      | 艾哈迈德三世 (郁金香 苏丹 (称谓))        | 艾哈迈德三世的肖像         | 1703年8月22日  | 1730年10月1/2日   | 艾哈迈德三世的花押        | - 穆罕默德四世与埃梅图拉·拉比娅·居尔努什苏丹之子； - 在帕特罗纳·哈利勒领导的禁卫军叛乱中被废黜； - 1736年7月1日逝世。                                                                   |
| 24                                      | 马哈茂德一世                             | 马哈茂德一世的肖像         | 1730年10月2日  | 1754年12月13日    | 马哈茂德一世的花押        | - 穆斯塔法二世与莎莉哈苏丹之子； - 统治直到逝世。 |
| 25                                      | 奥斯曼三世                               | 奥斯曼三世的肖像           | 1754年12月13日 | 1757年12月29/30日 | 奥斯曼三世的花押          | - 穆斯塔法二世与谢赫苏瓦尔苏丹之子； - 统治直到逝世。 |
| 26                                      | 穆斯塔法三世                             | 穆斯塔法三世的肖像         | 1757年12月30日 | 1774年1月21日     | 穆斯塔法三世的花押        | - 艾哈迈德三世与米赫丽莎赫苏丹之子； - 统治直到逝世。 |
| 27                                      | 阿卜杜勒-哈米德一世                      | 阿卜杜勒-哈米德一世的肖像  | 1774年1月21日  | 1789年4月6/7日    | 阿卜杜勒-哈米德一世的花押 | - 艾哈迈德三世与拉比娅苏丹之子； - 统治直到逝世。 |
| 28                                      | 塞利姆三世                               | 塞利姆三世的肖像           | 1789年4月7日   | 1807年5月29日     | 塞利姆三世的花押          | - 穆斯塔法三世与米赫丽莎苏丹之子； - 因改革引起禁卫军暴乱而被废黜； - 1808年7月28日在伊斯坦布尔遇刺身亡。                                                                               |
| 29                                      | 穆斯塔法四世                             | 穆斯塔法四世的肖像         | 1807年5月29日  | 1808年7月28日     | 穆斯塔法四世的花押        | - 阿卜杜勒-哈米德一世与艾谢·塞尼娅·佩尔韦尔苏丹之子； - 在阿莱姆达尔·穆斯塔法帕夏领导的叛乱中被废黜； - 1808年11月17日在伊斯坦布尔被处决。                                              |
| 30                                      | 马哈茂德二世                             | 马哈茂德二世的肖像         | 1808年7月28日  | 1839年7月1日      | 马哈茂德二世的花押        | - 阿卜杜勒-哈米德一世与娜克希迪尔苏丹之子； - 1826年解散禁卫军； - 统治直到逝世。 |
| 31                                      | 阿卜杜勒-迈吉德一世                      | 阿卜杜勒-迈吉德一世的肖像  | 1839年7月1日   | 1861年6月25日     | 阿卜杜勒-迈吉德一世的花押 | - 马哈茂德二世与贝兹米娅莱姆苏丹之子； - 统治直到逝世。 |
| 32                                      | 阿卜杜勒-阿齐兹一世                      | 阿卜杜勒-阿齐兹一世的肖像  | 1861年6月25日  | 1876年5月30日     | 阿卜杜勒-阿齐兹一世的花押 | - 马哈茂德二世与佩尔泰芙妮娅尔苏丹之子； - 被众部長废黜； - 五天后被发现死亡（自杀或他杀）。                                                                                            |
| 33                                      | 穆拉德五世                               | 穆拉德五世的肖像           | 1876年5月30日  | 1876年8月31日     | 穆拉德五世的花押          | - 阿卜杜勒-迈吉德一世与谢芙凯芙扎苏丹之子； - 因病而被废黜； - 被勒令移居奇拉安宫，1904年8月29日在宫中逝世。                                                                            |
| 34                                      | 阿卜杜勒-哈米德二世                      | 阿卜杜勒-哈米德二世的肖像  | 1876年8月31日  | 1909年4月27日     | 阿卜杜勒-哈米德二世的花押 | - 阿卜杜勒-迈吉德一世与蒂丽米日甘苏丹之子； - 宪政建立，但不久他又解散议会，恢复专制统治，不过后来宪政再次确立； - 三三一事变后被废黜； - 被囚于贝伊莱尔贝伊宫，1918年2月10日死于囚中。 |
| 35                                      | 穆罕默德五世 雷沙德（正确的）            | 穆罕默德五世的肖像         | 1909年4月27日  | 1918年7月3日      | 穆罕默德五世的花押        | - 阿卜杜勒-迈吉德一世与居尔杰玛尔苏丹之子； - 作为象征性国家元首统治直到逝世。 |
| 36                                      | 穆罕默德六世 瓦希德丁（信仰的唯一）      | 穆罕默德六世的肖像         | 1918年7月4日   | 1922年11月1日     | 穆罕默德六世的花押        | - 阿卜杜勒-迈吉德一世与居莉丝坦苏丹之子； - 苏丹制被废除； - 1922年11月17日离开伊斯坦布尔； - 1926年5月16日在流亡中死于意大利王国圣雷莫。                                               |
| 奥斯曼帝国[e] （1922年－1923年）        |                                          |                            |                |                   |                           | |
| —                                       | 阿卜杜勒-迈吉德二世 （只拥有哈里发头衔） | 阿卜杜勒－迈吉德二世的肖像 | 1922年11月18日 | 1924年3月3日      | — [c]                     | - 阿卜杜勒-阿齐兹一世与哈伊拉妮迪尔·卡迪内芬迪之子； - 被土耳其大国民议会选为哈里发； - 哈里发制被废除后遭流放； - 1944年8月23日在法国巴黎去世。                                        |

| 奥斯曼帝国 苏丹               | 奥斯曼帝国 苏丹 | 奥斯曼帝国 苏丹             | 奥斯曼帝国 苏丹                   |
| ----------------------------- | --------------- | --------------------------- | --------------------------------- |
| 奥斯曼帝国的扩张              |                 |                             |                                   |
|                               |                 |                             |                                   |
| 穆罕默德二世 法蒂赫（征服者） | 巴耶济德二世    | 塞利姆一世 亚武兹（剛毅者） | 苏莱曼一世 卡努尼（立法者）、大帝 |

### 引用
1. ↑  Stavrides 2001，第21頁.
2. ↑  Glazer 1996，The Ottoman Empire.
3. ↑  Glazer 1996，War of Independence.
4. 1 2  Findley 2005, p. 115
5. 1 2  Glazer 1996，Ottoman Institutions.
6. ↑  Toynbee 1974, pp. 22–23
7. ↑  Stavrides 2001，第20頁.
8. ↑  Quataert 2005, p. 93
9. ↑  d'Osman Han 2001, "Ottoman Padishah Succession"
10. ↑  Quataert 2005, p. 90
11. ↑  Peirce, Leslie. . Channel 4.   [2009-04-18]. （原始内容存档于2007-12-03）.
12. ↑  Glazer 1996，External Threats and Internal Transformations.
13. ↑  Bardakçı, Murat. . Haberturk.com. 25 September 2009  [2010-07-16]. （原始内容存档于2017-06-20） （土耳其语）.
14. ↑  Quataert 2005, p. 91
15. ↑  Quataert 2005, p. 92
16. ↑  Karateke 2005, pp. 37–54
17. ↑  . 土耳其共和国文化旅游部.   [2009-02-06]. （原始内容存档于2017-02-05）.
18. ↑  . 土耳其共和国文化旅游部.   [2009-02-06]. （原始内容存档于2017-02-05）.
19. ↑  . 土耳其共和国文化旅游部.   [2009-02-06]. （原始内容存档于2017-02-05）.
20. ↑  . 土耳其共和国文化旅游部.   [2009-02-06]. （原始内容存档于2014-08-13）.
21. ↑  . 土耳其共和国文化旅游部.   [2009-02-06]. （原始内容存档于2013-09-02）.
22. 1 2  . 土耳其共和国文化旅游部.   [2009-02-06]. （原始内容存档于2017-02-05）.
23. 1 2  . 土耳其共和国文化旅游部.   [2009-04-07]. （原始内容存档于2017-02-05）.
24. ↑  . 土耳其共和国文化旅游部.   [2009-02-06]. （原始内容存档于2017-02-05）.
25. ↑  Kafadar 1996, p. xix
26. ↑  . 土耳其共和国文化旅游部.   [2009-02-06]. （原始内容存档于2017-02-05）.
27. ↑  . 土耳其共和国文化旅游部.   [2009-02-06]. （原始内容存档于2017-02-05）.
28. ↑  . 土耳其共和国文化旅游部.   [2009-02-06]. （原始内容存档于2017-02-05）.
29. ↑  . 土耳其共和国文化旅游部.   [2009-02-06]. （原始内容存档于2017-02-05）.
30. ↑  . 土耳其共和国文化旅游部.   [2009-02-06]. （原始内容存档于2017-02-05）.
31. ↑  . 土耳其共和国文化旅游部.   [2009-02-06]. （原始内容存档于2017-02-05）.
32. ↑  . 土耳其共和国文化旅游部.   [2009-02-06]. （原始内容存档于2017-02-05）.
33. 1 2  . 土耳其共和国文化旅游部.   [2009-02-06]. （原始内容存档于2017-02-05）.
34. ↑  . 土耳其共和国文化旅游部.   [2009-02-06]. （原始内容存档于2017-02-05）.
35. ↑  . 土耳其共和国文化旅游部.   [2009-02-06]. （原始内容存档于2017-02-05）.
36. ↑  . 土耳其共和国文化旅游部.   [2009-02-06]. （原始内容存档于2017-02-05）.
37. ↑  . 土耳其共和国文化旅游部.   [2009-02-06]. （原始内容存档于2017-02-05）.
38. ↑  . 土耳其共和国文化旅游部.   [2009-02-06]. （原始内容存档于2018-12-25）.
39. ↑  . 土耳其共和国文化旅游部.   [2009-02-06]. （原始内容存档于2017-02-05）.
40. ↑  . 土耳其共和国文化旅游部.   [2009-02-06]. （原始内容存档于2014-08-13）.
41. ↑  . 土耳其共和国文化旅游部.   [2009-02-06]. （原始内容存档于2014-08-13）.
42. ↑  . 土耳其共和国文化旅游部.   [2009-02-06]. （原始内容存档于2017-02-05）.
43. ↑  . 土耳其共和国文化旅游部.   [2009-02-06]. （原始内容存档于2014-08-13）.
44. ↑  . 土耳其共和国文化旅游部.   [2009-02-06]. （原始内容存档于2017-02-05）.
45. ↑  . 土耳其共和国文化旅游部.   [2009-02-06]. （原始内容存档于2017-02-05）.
46. ↑  . 土耳其共和国文化旅游部.   [2009-02-06]. （原始内容存档于2017-02-05）.
47. ↑  . 土耳其共和国文化旅游部.   [2009-02-06]. （原始内容存档于2017-02-05）.
48. ↑  . 土耳其共和国文化旅游部.   [2009-02-06]. （原始内容存档于2017-02-05）.
49. ↑  . 土耳其共和国文化旅游部.   [2009-02-06]. （原始内容存档于2017-02-05）.
50. ↑  . 土耳其共和国文化旅游部.   [2009-02-06]. （原始内容存档于2016-03-05）.
51. ↑  . 土耳其共和国文化旅游部.   [2009-02-06]. （原始内容存档于2017-02-05）.
52. ↑  . 土耳其共和国文化旅游部.   [2009-02-06]. （原始内容存档于2017-02-05）.
53. ↑  . 土耳其共和国文化旅游部.   [2009-02-06]. （原始内容存档于2013-05-30）.
54. 1 2  . 土耳其共和国文化旅游部.   [2009-02-06]. （原始内容存档于2017-02-05）.
55. ↑  As̜iroğlu 1992，第13頁.
56. ↑  As̜iroğlu 1992，第17頁.
57. ↑  As̜iroğlu 1992，第14頁.
58. ↑  Peirce 1993，第158–159頁.
59. ↑  M'Gregor, J. . The Eclectic Magazine of Foreign Literature, Science, and Art (New York: Leavitt, Trow, & Co.). 1854-07, 32: 376  [2009-04-25]. OCLC 6298914. （原始内容存档于2020-03-13）.
60. ↑  Ozgen, Korkut. . TheOttomans.org.   [2009-02-06]. （原始内容存档于2008-01-11）.
61. ↑  Glassé, Cyril (编). . . Walnut Creek, CA: AltaMira Press: 349–351. 2003  [2009-05-02]. ISBN 9780759101906. OCLC 52611080. （原始内容存档于2020-12-02）.
62. ↑  Quataert 2005, pp. 83–85
63. 1 2  Toprak 1981，第44–45頁.
64. ↑  Mensiz, Ercan. . Tugra.org.   [2009-02-06]. （原始内容存档于2007-10-25）.
65. ↑  As̜iroğlu 1992，第54頁.
66. ↑   & Glazer 1996，Table A. Chronology of Major Kemalist Reforms.
67. ↑  Steffen, Dirk. . Tucker, Spencer  (编). . Volume III: M–R. Santa Barbara, CA: ABC-CLIO: 779. 2005  [2009-05-02]. ISBN 9781851094202. OCLC 162287003. （原始内容存档于2020-07-25）.
68. Sugar 1993, pp. 23–27

### 书目
- As̜iroğlu, Orhan Gâzi. . Tarihin şahitleri dizisi. Istanbul: Burak Yayınevi. 1992. ISBN 9789757645177. OCLC 32085609 （土耳其语）.
- Duran, Tülay. . Sirkeci: Association of Historical Research and Istanbul Research Centre. 1999. ISBN 9789756926079. OCLC 248496159 （土耳其语）.
- Findley, Carter V. . New York: Oxford University Press US. 2005  [2009-04-29]. ISBN 9780195177268. OCLC 54529318.
- Glazer, Steven A. . Metz, Helen Chapin  (编). . Country Studies 5th. Washington, D.C.: Federal Research Division of the Library of Congress. 1996 [1995年1月完成的研究]  [2009-04-22]. ISBN 9780844408644. OCLC 33898522. （原始内容存档于2019-01-06）.
- Kafadar, Cemal. . Berkeley, CA: University of California Press. 1996  [2009-04-18]. ISBN 9780520206007. OCLC 55849447.
- Karateke, Hakan T. . Weismann, Itzchak; Zachs, Fruma  (编). . London: I. B. Tauris. 2005  [2009年5月2日]. ISBN 9781850437574. OCLC 60416792. （原始内容存档于2014年4月14日）.
- d'Osman Han, Nadine Sultana. . Foreword by Manoutchehr M. Eskandari-Qajar. Santa Fe, NM: Sultana Pub. 2001  [2009年5月2日]. OCLC 70659193. （原始内容存档于2009年5月2日）.
- Peirce, Leslie P. . New York: Oxford University Press US. 1993  [2009年4月19日]. ISBN 9780195086775. OCLC 243767445. （原始内容存档于2013年5月26日）.
- Quataert, Donald.  2nd. Cambridge University Press. 2005  [2009-04-18]. ISBN 9780521839105. OCLC 59280221. （原始内容存档于2015-11-24）.
- Stavrides, Theoharis. . Leiden: BRILL. 2001  [2009年4月18日]. ISBN 9789004121065. OCLC 46640850. （原始内容存档于2014年3月1日）.
- Sugar, Peter F.  3rd. Seattle: University of Washington Press. 1993  [2009年4月18日]. ISBN 9780295960333. OCLC 34219399. （原始内容存档于2014年4月21日）.
- Toprak, Binnaz. . Leiden: BRILL. 1981  [2009年4月18日]. ISBN 9789004064713. OCLC 8258992.
- Toynbee, Arnold J. . Karpat, Kemal H.  (编). . Social, Economic and Political Studies of the Middle East 11. Leiden: BRILL. 1974  [2009年5月2日]. ISBN 9789004039452. OCLC 1318483. （原始内容存档于2014年6月20日）.